# The Game of Love
The Game of Love – pierwszy międzynarodowy album greckiej piosenkarki Eleny Paparizou. Po raz pierwszy został wydany w Grecji 25 października 2006 roku. To drugi album Paparizou wydany w Skandynawii. Cieszył się on dużym powodzeniem w Grecji i na Cyprze, osiągając status platyny w obu krajach, ale nie udało się to już w innych krajach.

## Informacje o albumie
Album zawiera 13 utworów, 6 z nich to angielskie tłumaczenia greckich piosenek z albumu Iparhi Logos. „Heroes” zostało wydane jako single w Szwecji i Finlandii. Pozostałe utwory zostały napisane specjalnie dla tego albumu. Dodano również hit „Mambo!”, który osiągnął sukces na listach przebojów na całym świecie. W japońskiej wersji The Game of Love nie dodano „It’s Gone Tomorrow”.
Piosenki „Carpe Diem (Seize the Day)” i „Teardrops” zostały napisane przez samą Paparizou. Na płycie jest również dodatkowy utwór zatytułowany „Oti Axizi Ine I Stigmes (Le Bonheur)”, który oryginalnie jest wykonywany przez Manosa Hadjidakisa i był wielkim hitem we Francji w 1962 roku. „You Set My Heart on Fire” to piosenka wykonywana wcześniej przez Tinę Charles.
W grudniu 2007 roku utwór „It’s Gone Tomorrow” został usunięty z The Game of Love z powodu problemów z oryginalnym autorem tekstów. W sklepach wycofano ze sprzedaży album i zastąpiono go jego wersją bez tego utworu. Poza tym na okładce pojawiło się logo firmy Nokia.

## Lista utworów
- Standardowa wersja: (42:18)

1. „Gigolo” – 3:22
2. „Somebody’s Burning (Put the Fire Out)” – 3:12
3. „The Game of Love” – 3:09
4. „Mambo!” – 3:04
5. „Carpe Diem (Seize the Day)” – 3:37
6. „Teardrops” – 3:49
7. „Let Me Let Go” – 2:54
8. „Heroes” – 2:55
9. „Heart of Mine” – 2:56
10. „You Set My Heart on Fire” – 3:12
11. „Voulez Vous?” – 3:03
12. „Seven Days” – 3:26
13. „Oti Axizi Ine I Stigmes (Le Bonheur)” – 3:39

- Wersja południowoafrykańska: (45:13)

14. „My Number One” – 2:55
- Wersja japońska:

14. „Mambo!” (P.K.G/Slashmix)

## Historia wydania
| Kraj              | Data wydania         | Wytwórnia            |
| ----------------- | -------------------- | -------------------- |
| Grecja            | 25 października 2006 | Sony BMG             |
| Cypr              | 25 października 2006 | Sony BMG             |
| Południowa Afryka | 13 listopada 2006    | Gallo Record Company |
| Szwecja           | 15 listopada 2006    | Bonnier Music        |
| Dania             | 15 listopada 2006    | Bonnier Music        |
| Norwegia          | 15 listopada 2006    | Bonnier Music        |
| Finlandia         | 15 listopada 2006    | Bonnier Music        |
| Rosja             | 29 kwietnia 2007     | Sony BMG             |
| Japonia           | 24 października 2007 | BMG                  |

## Osiągnięcia
| Lista                   | Organizacja wydająca certyfikat | Najlepsza pozycja | Ilość tygodni na liście | Wyróżnienie |
| ----------------------- | ------------------------------- | ----------------- | ----------------------- | ----------- |
| Grecka lista albumów    | IFPI                            | 1                 | 36                      | platyna     |
| Cypryjska lista albumów | All Records Top 20              | 1                 | 50                      | platyna     |
| Szwedzka lista albumów  | GLF                             | 18                | 4                       |             |